# NGC 5018
NGC 5018 (również PGC 45908 lub UGCA 335) – galaktyka eliptyczna (E3), znajdująca się w gwiazdozbiorze Panny. Odkrył ją William Herschel 8 kwietnia 1788 roku.
W galaktyce tej zaobserwowano supernową SN 2002dj.